# 水窪町山住
水窪町山住（みさくぼちょうやまずみ）は静岡県浜松市天竜区の大字。

## 地理
浜松市天竜区の北部、水窪地区の南部に位置する。東で水窪町地頭方、西で佐久間町相月、南で春野町豊岡、北で水窪町奥領家と接する。

### 山岳
- 井戸口山
- 五丁坂頭山
- 常光寺山

### 河川
- 気田川

## 歴史

### 沿革
- 1889年（明治22年）4月1日 - 町村制の施行により、周智郡山住村が周辺の村と合併し、周智郡奥山村となる[WEB 6]。旧村名は奥山村の大字として残る[WEB 7]。
- 1903年（明治36年）12月1日 – 奥山村の一部が分離独立して城西村が発足する。
- 1925年 （大正14年）5月10日 – 奥山村が町制施行して水窪町となる。
- 1951年（昭和26年）7月1日 - 水窪町の所属郡が磐田郡に変更となる。
- 2005年（平成17年）7月1日 – 水窪町外10市町村が浜松市に編入される。
- 2007年（平成19年）4月1日 - 浜松市が政令指定都市となる。水窪町山住は天竜区の一部となる。

## 施設
- 豊岡ダム
- 山住神社

## 交通

### バス
- 浜松市水窪ふれあいバス門桁線：（浜松市水窪支所 方面 - ）河内浦 - 山住神社 - 門桁
  - 水窪タクシーに委託
  - 火・木曜運行、祝日及び年末年始は運休、事前予約制

### 道路
- 静岡県道389号水窪森線

## その他

### 学区
小学校・中学校の学区は以下の通りである。
- 浜松市立水窪小学校
- 浜松市立水窪中学校

### 警察
警察の管轄区域は以下の通りである。
| 番・番地等 | 警察署     | 交番・駐在所           |
| ---------- | ---------- | ---------------------- |
| 全域       | 天竜警察署 | 水窪分庁舎・所在地交番 |

### 消防
消防の管轄区域は以下の通りである。
| 番・番地等 | 消防署     | 本署/出張所 |
| ---------- | ---------- | ----------- |
| 全域       | 天竜消防署 | 水窪出張所  |

### 指定文化財
- 山住神社のスギ（水窪町山住230 山住神社内、県指定天然記念物）[WEB 11]

### WEB
1. ↑  “h02_22.csv”.   総務省 (2022年2月10日). 2024年11月15日閲覧。
2. ↑  “静岡県浜松市天竜区 (22137)｜国勢調査町丁・字等別境界データセット”.   人文学オープンデータ共同利用センター. 2024年11月15日閲覧。
3. ↑  “静岡県 浜松市天竜区 水窪町山住の郵便番号 - 日本郵便”.   日本郵便. 2024年11月15日閲覧。
4. ↑  “市外局番の一覧”.   総務省 (2022年3月1日). 2024年11月15日閲覧。
5. ↑  “事業所案内及び管轄地域（事務所3件、分室3件）”.   一般社団法人静岡県自動車会議所. 2024年11月15日閲覧。
6. ↑  “historyofcities.pdf”.   静岡県総務部合併推進室・財団法人静岡県市町村振興協会. 2024年11月15日閲覧。
7. ↑  “解説ページ”.   株式会社エア. 2024年11月15日閲覧。
8. ↑  “学校名から探す／浜松市”.   浜松市 (2024年1月1日). 2024年11月15日閲覧。
9. ↑  “水窪分庁舎・所在地交番｜静岡県警察”.   静岡県警察 (2023年11月8日). 2024年11月15日閲覧。
10. ↑  “消防署の町別管轄「み」／浜松市”.   浜松市 (2024年3月21日). 2024年11月15日閲覧。
11. ↑  “しずおか文化財ナビ 山住神社のスギ｜静岡県公式ホームページ”.   静岡県 (2023年11月3日). 2024年12月9日閲覧。